# Toquí de Berlepsch
El toquí de Berlepsch (Arremon phygas) és un ocell de la família dels passerèl·lids (Passerellidae).

## Descripció
És un ocell petit, d'uns 18-19 cm. Té la capçada, el clatell i els costats del cap negres. A la capçada hi té una llista grisa molt fragmentada i una petita cella blanca només a la part posterior del cap. el llom i les ales són d'un to verd oliva i la cua entre negrosa a marró. El pit és blanc amb una banda pectoral negra; els costats del pit són grisos i els flancs i les cobertores subcaudals gris oliva.

## Hàbitat i distribució
Es desplaça sol, en parelles o en grups familiars rondant des del terra fins als nivells mitjans de sotabosc dens, vores de boscos secundaris i plantacions de cafè. El cant i reclams són repetitius i molt aguts. No hi ha cap espècie similar en el seu limitat rang de distribució. És endèmic de les regions de Turimiquire i Paria, al nord-és de Veneçuela.

## Situació
És una espècie de distribució restringida a la regió oriental de la Serralada de la Costa. Ocupa una àrea limitada, que s'estima en 14.668,03 km² pel que és susceptible a la pèrdua d'hàbitat (Phelps i Phelps Jr. 1963). Es localitza en diversos hàbitats premontans, incloent boscos humits i molt humits a les serralades, selves pluvials i ennuvolades, i rostolls entre 900 i 1800 m. Encara que es pot observar a la vora de la selva i fins i tot en matolls, sembla preferir l'interior del bosc. És esquerpa, inconspícua, busca l'aliment molt a prop del terra, en la mala herba enredada. Pels registres coneguts d'aquesta espècie, hi ha dues poblacions separades a la Serralada de la Costa oriental, una a la regió muntanyenca de Turimiquire i una altra a la regió muntanyenca de Paria (Phelps Jr. i Meyer de Schauensee 1994, Hilty 2003, Restall et al. 2007). Aparentment no és abundant; prefereix les ribes dels boscos i prefereix les parts més seques de els premuntans (Phelps Jr. i Meyer de Schauensee 1994, Stotz et al. 1996, Hilty 2003, Restall et al. 2007). A nivell internacional no ha estat avaluada (BirdLife International 2015), però, Jaramillo i Sharpe (2015) consideren que podria ser Vulnerable o estar fins a en perill.

## Amenaces
Les principals amenaces que enfronta el toquí de Berlepsch estan associades amb la desaparició dels boscos. Els hàbitats més amenaçats per a l'espècie es troben principalment a la regió muntanyenca de Turimiquire. La situació a la Serralada de la Costa és particular quant a la diversitat de les amenaces que enfronta (Lentino et al. 2005, UICN 2012a). Aquest ocell es pot trobar amenaçat per la destrucció del seu hàbitat a causa de la transformació a terres destinades a l'agricultura i la ramaderia, cosa que ha resultat en una forta degradació ambiental. Entre els cultius de la zona destaquen cafè, cacau, mango, plàtan i cítrics. A l'àrea també són freqüents els incendis associats a l'agricultura (Rodríguez, J. P. et al. 2010). La regió Caripe-Paria es considera com una de les àrees més amenaçades i se li ha assignat prioritat crítica de conservació a causa de l'alta diversitat d'espècies endèmiques i de distribució restringida que alberga, a la qual cosa cal sumar-ne la quantitat d'amenaces ambientals existents (Stattersfield et al. 1998).

## Conservació
La Serralada de la Costa oriental és un dels principals centres d'endemisme d'ocells i plantes, per la qual cosa figura entre les àrees d'importància per a la conservació dels ocells (Stattersfield et al. 1998, Lentino et al. 2005, Lentino i Esclasans 2010). L'espècie està protegida pels parcs nacionals El Guácharo i la Península de Paria que, de forma paradoxal, estan fortament amenaçats per l'avenç de la frontera agrícola (Sharpe 2001, Castell, R. i Sales 2005). Cal examinar la situació d'aquests parcs per determinar l'extensió i la qualitat de l'hàbitat.

## Taxonomia
En un principi el toquí de Sclater es considerava una subespècie (Arremon torquatus phygas) del toquí cap-ratllat (A. torquatus). Tanmateix, a partir de les diferències de vocalització, plomatge i genètica, es va determinar separar-la i tractar-la com espècie diferent. El SACC va dividir el grup el 2010.